# Miguelete

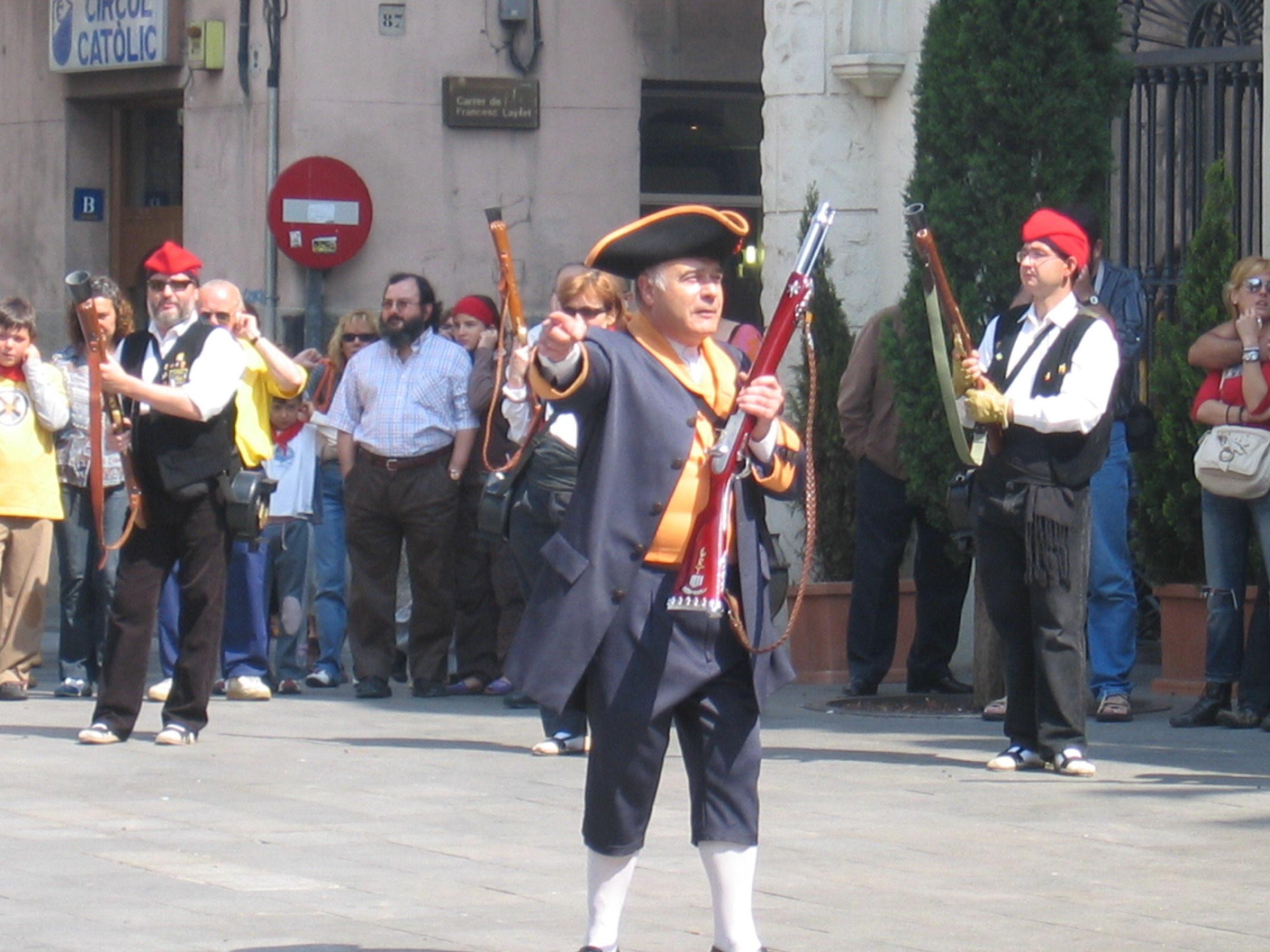
Migueletes en una celebración en Badalona.

Los migueletes, (en catalán miquelets o micalets en valenciano) eran los miembros de la milicia de carácter mercenario o voluntario, reclutada por las diputaciones y las juntas de todos los territorios de la Corona de Aragón (principalmente en los territorios de Cataluña, Aragón y Valencia), para acciones especiales o como refuerzo de las fuerzas regulares. El miguelete, como tal, es el nombre que recibía un mercenario catalán durante la  Guerra de los Segadores, el conflicto armado que enfrentó a la Generalidad de Cataluña con el rey Felipe IV durante el conflictivo programa centralizador iniciado por el Conde-Duque de Olivares (la Unión de Armas). De aquí procede la denominación de migueletes para referirse al cuerpo armado que, paradójicamente, sobrevivió a esta guerra y popularizó al Principado de Cataluña entre los siglos XVII-XIX. Hay que tener en cuenta que este cuerpo armado de la Corona aragonesa guarda cierta relación con los policías forales navarros, alaveses, guipuzcoanos y vizcaínos (suprimidos en 1937) pero mantenidos como policía foral en la Comunidad Foral de Navarra y, bajo el nombre de miñones, como policía de la provincia de Álava (donde actualmente forman una sección en la policía del País Vasco). 
En Andalucía se denominó migueletes a las unidades militares que el rey Fernando VII desplegó en el sur de España para combatir el bandolerismo a partir de la tercera década del siglo XIX.

## Guerra de los segadores
El cuerpo de los migueletes fue fundado en 1640 durante la Guerra de los segadores (en catalán, Guerra dels segadors). Su objetivo era ayudar a frenar la fuerza en Cataluña de los ejércitos reales de Felipe IV. Creados con el nombre de Companyia d'Almogàvers (‘Compañía de almogávares’), por Francesc de Cabanyes; recibieron el apodo de «migueletes» por el nombre de uno de sus primeros comandantes, Miquelot de Prats (posiblemente un vecino de Prats de Llusanés). Durante la guerra se destacaron en las acciones de Tortosa y Cambrils, recuperando Constantí y liberando 300 prisioneros, así como participando en la victoria de la batalla de Montjuïc el 26 de enero de 1641 y en Montblanch. Fue un cuerpo armado que se formó a iniciativa de las juntas de guerra organizadas por las diputaciones golpistas en 1640, básicamente como fuerza auxiliar destinada sobre todo a acciones especiales en ayuda de tropas regulares francesas.
Su indumentaria era un sayo rojo, calceta blanca, alpargatas o espardeñas y un faldón que cubría hasta las rodillas. Llevaban sombrero con pluma larga y un gran número de armas de fuego de llave «a la catalana».
El cuerpo de los migueletes fue disuelto en 1642 por su indisciplina, que los llevaba a alternar las acciones de guerra con el pillaje. En una localidad de los Pirineos franceses, Esquieze-Sere, hay una iglesia fortificada en la que un cartel indica que se instaló el amurallamiento "como defensa contra los bandidos españoles 'Miquelets'".

## Guerra de los Nueve Años
Aun así, quizás debido a su renovada popularidad, a finales del siglo XVII se volvieron a formar compañías de migueletes para afrontar la defensa de la frontera catalana en la guerra contra Francia. 
En 1689 serían de nuevo creados como cuerpo, tanto por las autoridades españolas como por las autoridades francesas del Rosellón, para combatir en la Guerra de los Nueve Años entre España y Francia, pero fue disuelto nuevamente con el Tratado de Rijswijk en 1697.

## Guerra de Sucesión

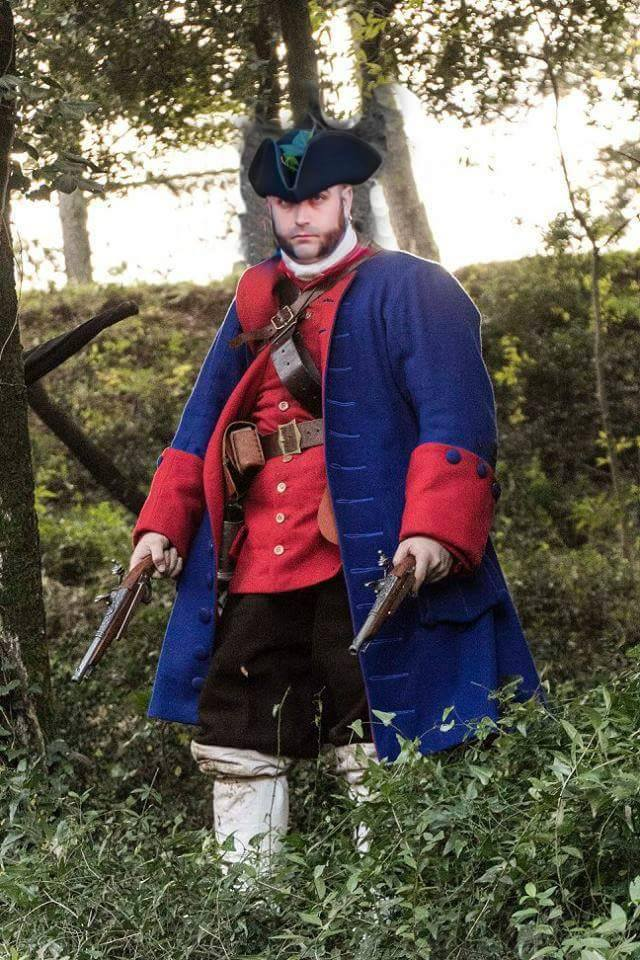
Miguelete austracista, recreado por Miquelets de Catalunya.

El estallido de la Guerra de Sucesión tras la muerte del último soberano de la Casa de Austria, Carlos II (1700), dividió el Principado de Cataluña en dos bandos enconadamente encontrados: el del archiduque Carlos de Austria, el pretendiente austriaco, y el del duque Felipe de Anjou, el pretendiente francés. 
Los migueletes serían un cuerpo declaradamente austracista durante el breve reinado en Cataluña del pretendiente Carlos III (1705-1713), hecho que les granjeó la enemistad permanente de los felipistas, que se designaban a sí mismos con el epíteto de «botifleros» (botiflers) y que controlaban villas fieles, como, por ejemplo, Berga, Cervera, Manlleu o Talarn. La enemistad entre botifleros y migueletes quedó asociada a la rivalidad política entre estas villas felipistas y sus rivales austracistas:  Cardona, Solsona, Sallent, Torelló y Tremp, respectivamente.
Los defensores austracistas eran calificados por los felipistas como «la gente de la patria» o «la gente de la tierra» porque tenían contratados voluntarios y migueletes, paisanos armados que defendían por dinero sus intereses. Como consecuencia de estas riñas, la victoria final de Felipe V en 1714 determinó lógicamente la segunda abolición de los migueletes, que habían combatido de forma muy activa en la zona del Maestrazgo (guerra dels Miquelets) como partidarios del archiduque.
En gran parte, sus acciones serían sustituidas por los Mozos de Escuadra creados en Valls en 1719 como cuerpo particularmente eficaz bajo el mando de Pere Anton Veciana, un partidario de Felipe V muy entusiasta, que utilizó esas unidades para represaliar a los restos de guerrilleros austracistas que aún quedaban en las montañas.

## Guerra del Rosellón
Tras su abolición por parte de la Casa de Borbón durante la Guerra del Rosellón, las autoridades catalanas aprobaron la creación de un cuerpo de 20.000 migueletes voluntarios para combatir junto al resto de fuerzas españolas contra los franceses.
La Guerra del Rosellón reavivó este cuerpo entre un enorme entusiasmo popular, a menudo relacionado con el deseo de los catalanes de recuperar las cuatro comarcas y media perdidas a raíz del Tratado de los Pirineos (el Rosellón, el Vallespir, el Conflent, el Capcir y media Cerdaña).
Su acción fue muy eficaz, sobre todo tras la derrota del ejército regular español, pero serían de nuevo disueltos a raíz de la Paz de Basilea (1795).

## Guerra de la Independencia
Los migueletes volvieron a aparecer durante la Guerra de la Independencia como cuerpo organizado por las fuerzas napoleónicas.
El cuerpo sería imitado por un cuerpo de las fuerzas de la diputación de Guipúzcoa (Provincias Vascongadas).